# باري ليفينغستون
باري ليفينغستون (بالإنجليزية: Barry Livingston)‏ هو ممثل أمريكي، ولد في 17 ديسمبر 1953 بهوليوود في الولايات المتحدة.

## أعمال

### أفلام
- (1987) سادة الكون[4]
- (2007) زودياك[5][6]
- (2008) لا تعبث مع زوهان[7]
- (2010) الشبكة الاجتماعية[8][9]
- (2011) مدراء فظيعون[10]
- (2012) آرغو
- (2014) جيرسي بويز[11][12]
- (2016) كلاب حرب[13]

### مسلسلات
- آلي مكبيل
- أبنائي الثلاثة
- اكذب علي
- الانتقام
- الساحرة المراهقة سابرينا
- تشريح غراي
- ذا فوسترز
- ذا ميدل
- ربات بيوت يائسات
- رجال ماد
- رجلان ونصف
- كاسل

## وصلات خارجية
- باري ليفينغستون على موقع IMDb (الإنجليزية)
- باري ليفينغستون على موقع ألو سيني (الفرنسية)
- باري ليفينغستون على موقع أول موفي (الإنجليزية)
- باري ليفينغستون على موقع قاعدة بيانات الأفلام السويدية (السويدية)
- باري ليفينغستون على موقع إن إن دي بي (الإنجليزية)
- باري ليفينغستون على موقع قاعدة بيانات الفيلم (الإنجليزية)
- باري ليفينغستون على موقع كينوبويسك (الروسية)